# Sumbergede (Kepoh Baru)
Sumbergede is een bestuurslaag in het regentschap Bojonegoro van de provincie Oost-Java, Indonesië. Sumbergede telt 1772 inwoners (volkstelling 2010).